# Temporada 1991-92 de los Washington Bullets
La temporada 1991-92 fue la decimonovena de los Bullets dentro del área metropolitana de Washington D. C. y la trigésimo primera en sus diferentes localizaciones. La temporada regular acabó con 25 victorias y 57 derrotas, ocupando el duodécimo puesto de la Conferencia Este, no logrando clasificarse para los playoffs.

## Elecciones en elDraft
| Ronda | Puesto | Jugador          | Posición | Nacionalidad   | Universidad |
| ----- | ------ | ---------------- | -------- | -------------- | ----------- |
| 1     | 19     | LaBradford Smith | Escolta  | Estados Unidos | Louisville  |

## Temporada regular
| División Atlántico | División Atlántico | División Atlántico | División Atlántico | División Atlántico | División Atlántico | División Atlántico | División Atlántico | División Atlántico |
| Equipo             | G                  | P                  | %                  | PD                 | Casa               | Fuera              | Div                |                    |
| ------------------ | ------------------ | ------------------ | ------------------ | ------------------ | ------------------ | ------------------ | ------------------ | ------------------ |
| y-Boston Celtics   | 51                 | 31                 | .622               | —                  | 34–7               | 17–24              | 19–9               |                    |
| x-New York Knicks  | 51                 | 31                 | .622               | —                  | 30–11              | 21–20              | 20–8               |                    |
| x-New Jersey Nets  | 40                 | 42                 | .488               | 11                 | 25–16              | 15–26              | 15–13              |                    |
| x-Miami Heat       | 38                 | 44                 | .463               | 13                 | 28–13              | 10–31              | 14–14              |                    |
| Philadelphia 76ers | 35                 | 47                 | .427               | 16                 | 23–18              | 12–29              | 15–13              |                    |
| Washington Bullets | 25                 | 57                 | .305               | 26                 | 14–27              | 11–30              | 7–21               |                    |
| Orlando Magic      | 21                 | 61                 | .256               | 30                 | 13–28              | 8–33               | 8–20               |                    |

## Estadísticas
| Rk | Jugador          | Edad | P  | PT | MP   | TC  | TCI  | %TC  | T3  | T3I | %T3  | TL  | TLI | %TL  | RO  | RD  | RT   | AS  | RB  | TAP | BP  | FP  | PTS  |
| -- | ---------------- | ---- | -- | -- | ---- | --- | ---- | ---- | --- | --- | ---- | --- | --- | ---- | --- | --- | ---- | --- | --- | --- | --- | --- | ---- |
| 1  | Pervis Ellison   | 24   | 66 | 64 | 38.0 | 8.3 | 15.4 | .539 | 0.0 | 0.0 | .333 | 3.4 | 4.7 | .728 | 3.3 | 7.9 | 11.2 | 2.9 | 0.9 | 2.7 | 3.0 | 3.4 | 20.0 |
| 2  | Harvey Grant     | 26   | 64 | 60 | 37.3 | 7.6 | 16.0 | .478 | 0.0 | 0.1 | .125 | 2.8 | 3.4 | .800 | 2.5 | 4.3 | 6.8  | 2.7 | 1.2 | 0.4 | 1.7 | 2.8 | 18.0 |
| 3  | Michael Adams    | 29   | 78 | 78 | 35.8 | 6.2 | 15.8 | .393 | 1.6 | 4.9 | .324 | 4.0 | 4.6 | .869 | 0.7 | 3.2 | 4.0  | 7.6 | 1.9 | 0.1 | 2.7 | 2.1 | 18.1 |
| 4  | Larry Stewart    | 23   | 76 | 43 | 29.3 | 4.0 | 7.8  | .514 | 0.0 | 0.0 | .000 | 2.5 | 3.1 | .807 | 2.4 | 3.5 | 5.9  | 1.6 | 0.7 | 0.6 | 1.5 | 3.0 | 10.4 |
| 5  | Tom Hammonds     | 24   | 37 | 19 | 26.6 | 5.3 | 10.8 | .488 | 0.0 | 0.0 | .000 | 1.4 | 2.2 | .610 | 1.3 | 3.7 | 5.0  | 1.0 | 0.6 | 0.4 | 1.6 | 3.2 | 11.9 |
| 6  | David Wingate    | 28   | 81 | 72 | 26.3 | 3.3 | 7.1  | .465 | 0.0 | 0.2 | .056 | 1.3 | 1.8 | .719 | 1.0 | 2.3 | 3.3  | 3.0 | 1.5 | 0.3 | 1.5 | 2.0 | 7.9  |
| 7  | Ledell Eackles   | 25   | 65 | 25 | 22.5 | 5.5 | 11.7 | .468 | 0.1 | 0.5 | .200 | 2.1 | 2.9 | .743 | 0.6 | 2.1 | 2.7  | 1.9 | 0.7 | 0.1 | 1.2 | 2.2 | 13.2 |
| 8  | Rex Chapman      | 24   | 1  | 0  | 22.0 | 5.0 | 12.0 | .417 | 0.0 | 2.0 | .000 | 0.0 | 0.0 |      | 1.0 | 3.0 | 4.0  | 3.0 | 1.0 | 0.0 | 3.0 | 4.0 | 10.0 |
| 9  | A.J. English     | 24   | 81 | 6  | 20.6 | 4.5 | 10.4 | .433 | 0.1 | 0.4 | .176 | 1.8 | 2.2 | .841 | 0.9 | 1.2 | 2.1  | 1.8 | 0.4 | 0.1 | 1.1 | 2.0 | 10.9 |
| 10 | Charles Jones    | 34   | 75 | 32 | 18.2 | 0.4 | 1.2  | .367 | 0.0 | 0.0 |      | 0.3 | 0.5 | .500 | 1.4 | 2.8 | 4.2  | 0.8 | 0.6 | 1.2 | 0.5 | 2.9 | 1.1  |
| 11 | LaBradford Smith | 22   | 48 | 5  | 14.8 | 2.1 | 5.1  | .407 | 0.0 | 0.4 | .095 | 0.9 | 1.2 | .804 | 0.6 | 1.1 | 1.7  | 2.1 | 0.9 | 0.0 | 1.3 | 2.0 | 5.1  |
| 12 | Andre Turner     | 27   | 70 | 3  | 12.4 | 1.6 | 3.7  | .425 | 0.0 | 0.2 | .063 | 0.9 | 1.1 | .792 | 0.2 | 1.0 | 1.3  | 2.5 | 0.8 | 0.0 | 1.2 | 0.8 | 4.1  |
| 13 | Derek Strong     | 23   | 1  | 0  | 12.0 | 0.0 | 4.0  | .000 | 0.0 | 0.0 |      | 3.0 | 4.0 | .750 | 1.0 | 4.0 | 5.0  | 1.0 | 0.0 | 0.0 | 1.0 | 1.0 | 3.0  |
| 14 | Greg Foster      | 23   | 49 | 3  | 11.2 | 1.8 | 3.9  | .461 | 0.0 | 0.0 | .000 | 0.7 | 1.0 | .714 | 0.9 | 2.1 | 3.0  | 0.7 | 0.1 | 0.2 | 0.7 | 1.7 | 4.3  |
| 15 | Ralph Sampson    | 31   | 10 | 0  | 10.8 | 0.9 | 2.9  | .310 | 0.0 | 0.2 | .000 | 0.4 | 0.6 | .667 | 1.1 | 1.9 | 3.0  | 0.4 | 0.3 | 0.8 | 1.0 | 1.4 | 2.2  |
| 16 | Albert King      | 32   | 6  | 0  | 9.8  | 1.8 | 5.0  | .367 | 0.3 | 1.2 | .286 | 1.2 | 1.3 | .875 | 0.2 | 1.7 | 1.8  | 0.8 | 0.5 | 0.0 | 0.3 | 1.2 | 5.2  |

## Galardones y récords
| Jugador        | Galardón                                |
| Pervis Ellison | Jugador más mejorado de la NBA          |
| Larry Stewart  | 2.º Mejor quinteto de rookies de la NBA |
| Michael Adams  | All-Star                                |